# Amanda Laine
Pour les articles homonymes, voir Laine (homonymie).
Amanda Laine, née le 12 février 1992 en Ontario, est une mannequine canadienne. En 2008, elle a été nommée dans le top 10 des nouvelles venues par models.com,,,.